# Boverket
Boverket ist die schwedische Behörde für Wohnungswesen, Bauwesen und Raumplanung. Sein Hauptsitz liegt in Karlskrona, wo es etwa 170 Mitarbeiter beschäftigt.
Boverket wurde 1988 gegründet. Es ist in drei Bereichen tätig: Raumplanung und Stadtentwicklung, Bau- und Wohnungswesen sowie nachhaltige Entwicklung. Da viele Entscheidungsprozesse in diesen Bereichen auf kommunaler Ebene liegen, hat Boverket vor allem eine Steuerungs- und Kontrollfunktion.
Boverket ist dem schwedischen Umweltministerium zugeordnet. Es ist auch für die Deklarierung von Gebieten als Reichsinteresse zuständig.